# Ben Bruckner
Ben Bruckner a Showtime egyik legsikeresebb sorozatának, a Queer As Folknak (A fiúk a klubból) karaktere. Megformálója Robert Gant. A harmincas éveiben járó professzort a második évadban ismerhettük meg.

Ben Michael első vevője a képregényboltban. Elkezdenek randizgatni, de Michael otthagyja, miután kiderül, hogy a férfi HIV-pozitív. Számos kudarcba fulladt randi után végül rájön, hogy valójában Bent szereti és képes elfogadni betegségével együtt. Mint minden párnak, nekik is megvannak a saját gondjaik. Az egyik epizódban kiderül, hogy régebben Briannek volt egy egyéjszakás kalandja Bennel, amin Michael jócskán ki is akad. Leginkább az bántja ebben Mickey-t, hogy Ben úgy ismeri Briant, ahogyan ő soha nem fogja. Mickey ugyanis még mindig vonzódik Brianhez, de tudja, hogy soha nem kaphatja meg.
 Miután Ben megtudja, hogy az, akitől elkapta az AIDS-t, meghalt, szteroidokhoz nyúl. Bruckner függősége nyugtalanítja Michaelt, aki megfenyegeti a professzort, hogy megfertőzi magát egy használt tűvel, ha párja nem hagyja abba a drogozást.

Michael és Justin képregénye óriási sikernek örvend, s ezt a sikert bizony Ben is megirigyli. Könyvét egy kiadó sem akarja publikálni.

Ben az elejétől fogva kitart Hunter mellett. A kezdetekben Michael ellenzi, hogy velük legyen a prostituált, de később megkedveli, így az utolsó évadra már legálisan nevelhetik fiukat.

A negyedik évadban a Liberty Ride versenyzői közt megtalálhatjuk Bent és Michaelt is. A csapatot Torontóba szállító buszon Ben megkéri Michael kezét. Míg Kanadában házastársaknak számítanak, az Egyesült Államok nem ismeri el őket, ami miatt bonyodalmak lesznek.